# Neft Daşları
Neft Daşları är ett azerbajdzjanskt industriområde för oljeutvinning beläget på plattformar i Kaspiska havet, 100 km från huvudstaden Baku. Området bestod ursprungligen av Azerbajdzjans första oljeplattform, vilken med tiden utökades till ett system av vägar och plattformar som kunde byggas med hjälp av sänkta skepp. Idag (2014) är området även en fullt fungerande stad med en befolkning på 2 000 invånare och med ett vägnät på 300 km.

## Etymologi
Området kallades tidigare Tjernye kamni (ryska: Черные камни: Svarta stenar), men ändrades till det nuvarande Neft Daşları, vilket betyder oljestenar på azerbajdzjanska.  På ryska går området under namnet Нефтяные камни, Neftianye kamni.

## Historia

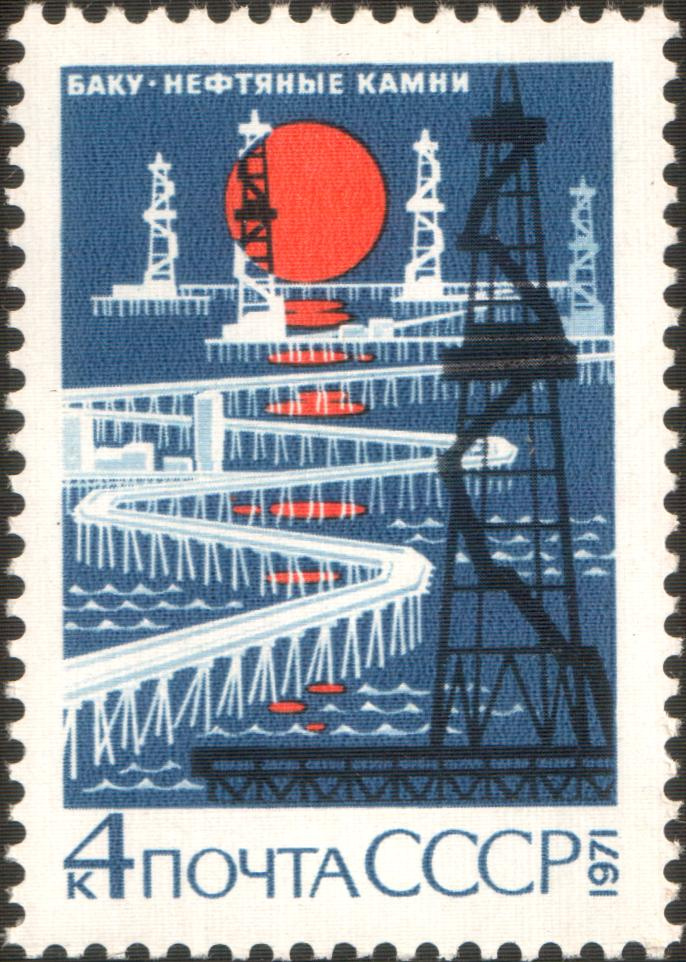
Neft Daşları på ett sovjetiskt frimärke från 1971.

Den första storskaliga geologiska studien i området gjordes 1946–1948. Vid denna tidpunkt tillhörde området den azerbajdzjanska sovjetrepubliken. Neft Daşları byggdes 1949 efter att olja upptäckts i Kaspiska havet, och blev då världens första havsbaserade oljeplattform. 1951 kunde den första utvunna oljan transporteras från området.
1952 påbörjades arbetet med att binda samman områdets konstgjorda öar med hjälp av broar. Dessa försågs med specialtillverkade sovjetiska kranar och en kranpråm som kunde lasta 100 ton olja.
En storskalig utveckling av området påbörjades 1958, vilket inkluderade hotell, kulturhus och bagerier. Mellan 1976 och 1978 fick området ett femvåningshus med bostäder, kompressorer för olja och gas, en dricksvattenanläggning samt två pipelines till Dübändihamnen norr om Baku. På 1960-talet uppnådde området en storlek på 7 ha. Vid sitt femtioårsjubileum i november 2009 hade Neft Daşları producerat över 170 miljoner ton olja och 15 biljarder m³ naturgas.

## I populärkulturen
- Neft Daşları syns i James Bond-filmen Världen räcker inte till från 1999.